# Незаборавно колективно самоубиство
Незаборавно колективно самоубиство (фин. Hurmaava joukkoitsemurha) је роман финског књижевника Арто Пасилине (фин. Arto Paasilinna) (1942) објављен 1990. године. Издање на српском језику објавила је издавачка кућа „Одисеја“ 2014. године у преводу Чедомира Цветковића.

## О аутору
Арто Пасилина рођен 1942. године у финској Лапонији (Китила) је један од најзначајнијих финских писаца. Живео је у тешким животним условима са још седморо браће и сестара, посебно након очеве смрти када је имао седам година. Почео је врло рано да пише. Са седамнаест година ради као дрвосеча али га то не спречава да пише романе и публицистику. Писао је чланке за регионалне новине где је касније постао уредник. Наставља да ради као новинар и уредник и у другим новинама.
Објављене књиге: Ловац на медведе (1964); Операција Финландија (1972); Година зеца (1975) која се сматра за једну од најпризнатијих и најпознатијих финских књига и која је преведена на преко четрдесет језика и добила неколико интернационалних награда; Сретан човек (1976); Млинар који завија (1980); За бога милога (1980); Шума обешених лисица (1983); Громовников син (1984); Слатка тровачица (1988); Незаборавно колективно самоубиство (1990); Живот је кратак (1991); Летећи дрвосеча (1996).

## О делу
Незаборавно колективно самоубиство је духовит роман у коме је описано путовање групе истомишљеника да излаз из недаћа лежи у самоубиству. Решени да изврше чин самоубиства одлучују да то ураде колективно, на неком посебном месту, па путују, заљубљују се, проводе се, и на крају и предомисле. Писац је дао сатиричан поглед на савремено друштво и на то како излаз из тешког живота, депресије, налази у самоубиству. Књига је и пародија на мишљење да су скандинавци хладни људи и да су депресивни због временских услова. Роман и почиње причом како су Финци депресиван народ, склони самоубиству.
Књига почиње тако што упознајемо директора пропале фирме Онијена Релоненома који је пошао у једну урушену кућу, понео револвер са идејом да изврши самоубиство јер му нишзта у животу не иде од руке. На том месту упознаје  Херманија Кемпајнена бившег команданта бригаде, који је изгубио позицију, а недуго после тога и супругу. Понео је канап и дошао на исто то место да изврши самоубиство. Размењују приче и разлоге свог безнађа и одустају од оног због чега су и дошли на то место. Долазе до закључка да вероватно још има људи који желе да изврше самоубиство. Дају оглас у новине у намери да окупе све људе који желе да изврше самоубиство.
Идеја је била да би могли исто тако да помогну и осталима као што су један другом помогли разговором, у супротном могу сви заједно да изврше самоубиство. Заплет почиње када се на оглас јави велики број људи.
На оглас се јавило пуно људи те су схватили да им треба секретарица и тако им се придружује госпођа Пусари, такође суицидна. Формирана је група Анонимних самоубица на семинару и сада их је било немогуће раздвојити. Колективне сесије нису уродиле плодом и оно што следи јесте наћи идеалан начин и локацију за незаборавно колективно самоубиство.